# トーマス・バンクス

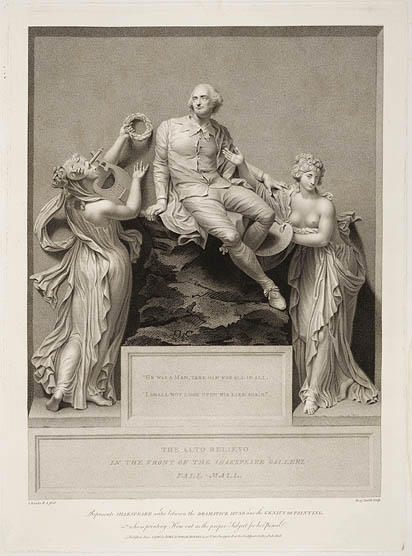
トーマス・バンクスが制作したボイデル・シェイクスピア・ギャラリーの装飾彫刻をBenjamin Smithが版画にしたもの

トーマス・バンクス(Thomas Banks,1735年12月29日 - 1805年2月2日)はイギリスの彫刻家。測量士を父に持つ。
父親から絵画を習い、後に木彫り職人に弟子入り。余暇に彫刻を始めた。1772年に奨学金をもらいローマに行くが、その前までには、いくつかの作品を完成させていた。
1779年にイングランドに戻ったが、古典的な詩に魅力を感じるようになり、以来それが彼のインスピレーションとなる。その後サンクトペテルブルクに渡り、彼の作品 "Cupid tormenting a Butterfly"を購入したエカチェリーナ2世に雇われることになる。
再びイングランドに戻り、力強く巨大な彫刻「ブリセイスを失ったことを嘆くアキレス」を完成させる。その後ロイヤル・アカデミー・オブ・アーツの会員に選ばれた。
彼の作品はセント・ポール大聖堂やウェストミンスター寺院にある。彼の制作したウォーレン・ヘースティングズの彫刻像はナショナル・ポートレート・ギャラリーにある。彼の最も有名な作品の一つである"Shakespeare attended by Painting and Poetry"は、ストラトフォード・アポン・エイヴォンにある。
また、ホメロスのイリアスを主題にした作品がロンドンのヴィクトリア&アルバート美術館に収蔵されている。